# Pomnik ku czci dowódców Okręgu Pomorskiego Związku Walki Zbrojnej–Armii Krajowej w Toruniu
Pomnik ku czci dowódców Okręgu Pomorskiego Związku Walki Zbrojnej–Armii Krajowej w Toruniu – umieszczona na granitowym głazie brązowa tablica, znajdująca się na placu św. Katarzyny w Toruniu, na skwerze obok kościoła garnizonowego.
Na tablicy umieszczono nazwiska Komendantów Okręgu Pomorskiego Związku Walki Zbrojnej-Armii Krajowej: Józefa Chylińskiego, Rudolfa Ostrihansky’ego, Jana Pałubickiego, Józefa Ratajczaka i Franciszka Trojanowskiego. Ponadto na tablicy znajduje się rota przysięgi żołnierzy Armii Krajowej. Pomnik zdobią: gryf (symbolizujący Pomorze) i kotwica (symbolizująca Polskę Walczącą). Tablicę umieszczono na granitowym głazie.
Tablica powstała z inicjatywy prof. Elżbiety Zawackiej. Autorem projektu jest Alicja Majewska. Tablica została odsłonięta 27 września 2008 roku, w Dniu Polskiego Państwa Podziemnego.
Obelisk i okolicznościowy folder przypominający sylwetki zasłużonych żołnierzy sfinansowały wspólnie: Gmina Miasta Toruń, samorząd wojewódzki, Urząd do Spraw Kombatantów i Osób Represjonowanych oraz Rada Ochrony Pamięci Walk i Męczeństwa.